# Lasjanka
Lasjanka (ryska: Лашанка) är ett vattendrag i Belarus.   Det ligger i voblasten Hrodna voblast, i den västra delen av landet, 240 km väster om huvudstaden Minsk.
Trakten runt Lasjanka består till största delen av jordbruksmark. Runt Lasjanka är det ganska tätbefolkat, med 104 invånare per kvadratkilometer.